# Back to the Light
Back to the Light és el primer treball en solitari del guitarrista de Queen: Brian May i el seu segon àlbum fora de Queen. El disc va ser gravat entre 1988 i 1992 en els estudis de Allerton Hill, mesclat en els estudis Metropolis i finalment es va publicar el 28 de setembre de 1992 al Regne Unit. L'àlbum va ser llançat als Estats Units i al Canadà el 2 de febrer de 1993, amb una portada diferent.
L'àlbum conté els èxits "Too Much Love Will Kill" i "Driven by You".
Una versió alternativa de "Too Much Love Will Matar" va ser gravada també per Queen cantada per Freddie Mercury. Es pot trobar en el seu darrer àlbum: Made in Heaven el 1995. Brian May, també va gravar una versió instrumental de guitarra de la cançó.
"Love Token" va ser gravada amb lletres que probablement van haver de ser modificades en ser considerades ofensives pel segell discogràfic. La lletra "shit for brains" (merda de cervells) se substitueix per "meat for brains" (carn de cervells9, mentre que les lletres "well fuck you" (vés-te'n a la merda) va ser substituïda per "that's a shame" (això és una vergonya). La versió original de la cançó mai va ser editada oficialment excepte en un CD llire envasat en el RCD Magazine, vol. 4.
Hi ha tres versions més conegudes de "Driven by You". El primer es va fer famosa en un anunci de Ford, amb lletra lleugerament alterada. Un altre és estrany remix instrumental de la cançó, anomenada "Driven by You Too." L'última va ser una barreja rock amb una nova pista de bateria de Cozy Powell per a la versió dels EUA com un bonus track.

## Llista de cançons
Totes les cançons escrites per Brian May, excepte les senyalades
1. "The Dark" – 2:20
2. "Back to the Light" – 4:59
3. "Love Token" – 5:55
4. "Resurrection" (May, Cozy Powell, Jamie Page) – 5:27
5. "Too Much Love Will Kill You" (May, Frank Musker, Elizabeth Lamers) – 4:28
6. "Driven by You" – 4:11
7. "Nothin' But Blue" (May, Powell) – 3:31
8. "I'm Scared" – 4:00
9. "Last Horizon" – 4:10
10. "Let Your Heart Rule Your Head" – 3:51
11. "Just One Life" – 3:38
12. "Rollin' Over" (Ronnie Lane, Steve Marriott) – 4:36
13. "Driven by You" (rock re-mix, només en les versions dels Estats Units i el Canadà)

## Singles
1. "Driven by You" / "Just One Life" (Versió instrumental amb guitarra) (Novembre de 1991) - #6
2. "Too Much Love Will Kill You" / "I'm Scared" (Agost de 1992) - #5
3. "Back to the Light" / "Nothin' But Blue" (Novembre de 1992) - #19
4. "Resurrection" / "Love Token" / "Too Much Love Will Kill You" (Directe) (Juny de 1993) - #23
5. "Last Horizon" / "Let Your Heart Rule Your Head" (Directe) (Desembre de 1993) - #51

## Miscel·lania
Tota la música, lletres, veus, cors, guitarres, teclats i tota la resta d'elements són obra de Brian May, llevat de les que s'indiquen a continuació:
- Bateria de Cozy Powell a "Back To The Light", "Love Token", "Resurrection", "Nothin 'But Blue" i "I'm Scared", i per Geoff Dugmore a "Let Your Cor article Your Head "i" Rollin 'Over ".
- Baix de Gary Tibbs a "Back To The Light", "Let Your Heart Rule Your Head", "Just One Life" i "Rollin 'Over", de Neil Murray a "Love Token" i "I'm Scared"; i per John Deacon a "Nothin 'But Blue".
- Cors de Suzie O'List i O'Donovan Gill a "Let Your Heart article Your Head"
- Piano de Mike Moran a "Love Token" i Rollin 'Over. "També va tocar els teclats a "Last Horizon".
- Teclats extra de Don Airey a "Resurrecction", "Nothin But Blue"

- "The Dark" inclou el material dissenyat per Alan Douglas en els estudis Townhouse de 1980.
- Les primeres idees per a la cançó "Back To The Light" van ser dissenyades per Brian i Zellis Schwier Pete al març de 1988.

"Resurrection" se li atribueix a Brian May per les paraules i Brian May, Cozy Powell i el guitarrista australià Jamie Page per a la música. També disposa de material dissenyat per Sean Lynch i misses Leif a Mono Vall d'Estudi i estudis Marcus.
"Driven By You" va ser gravat i barrejat amb David Richards, coproducció al Mountain Studios, Montreux, Suïssa, 1991.
"Nothin 'But Blue" inclou el material dissenyat per Sean Lynch i misses Leis en Mono Vall d'Estudis i Estudis de Marcus.
"I'm Scared" inclou el material dissenyat per Pete Schwier, assistit per Richard Edwards.
"Last Horizon" inclou material gravat amb David Richards als Sarm Studios.
"Let Your Heart Rule Your Head" inclou el material dissenyat per Pete Schwier, assistit per Richard Edwards als Sarm Studios, març de 1988.
"Just One Life" inclou el material dissenyat per David Richards a Mountain Studios, Montreux.
"Rollin 'Over" inclou el material dissenyat per Pete Schwier, assistit per Richard Edwards, març de 1988 al Townhouse.